# إيتزل (جبل)
إيتزل (بالإنجليزية: Etzel (mountain))‏ هو أحد جبال سلسلة الألب السويسرية وجزء من القمة الأم   يقع في كانتون شفيتس, سويسرا. يبلغ ارتفاع الجبل حوالي 1098 متر، بينما يبلغ ارتفاع نتوء الجبل 148 متر.